# Val Verde Park (Teksas)
Val Verde Park je naseljeno mjesto za statističke potrebe u američkoj saveznoj državi Teksas. Prema popisu stanovništva iz 2010. u njemu je živjelo 2.384 stanovnika.